# Wappen der Gemeinde Stoltebüll
Das Wappen der Gemeinde Stoltebüll ist seit dem 21. August 1995 das offizielle Hoheitszeichen der Gemeinde Stoltebüll. Das Wappen ist laut seiner offiziellen Blasonierung von Silber und Grün schräglinks geteilt und zeigt oben ein Lindenblatt mit einem Fruchtstand und unten eine schräglinks mit dem Blatt nach außen gestellte Sense.

## Symbolik
Das Lindenblatt beschreibt die ehemalige Baumschule und Handelsgärtnerei im Ortsteil Wittkiel aus dem Jahre 1870. Die Sense symbolisiert die Landwirtschaft im Gemeindegebiet von Stoltebüll.

## Geschichte
Das Wappen wurde von Uwe Nagel aus Bergenhusen und Heike Jensen aus Stoltebüll gestaltet. Das Wappen wurde nach Annahme durch die Gemeinde am 21. August 1995 durch das Innenministerium genehmigt und in die Kommunale Wappenrolle von Schleswig-Holstein eingetragen.